# 94. pehotna divizija (Avstro-Ogrska)
94. pehotna divizija (izvirno nemško 94. Infanterie-Division oz. nemško 94. Infanterietruppendivision) je bila pehotna divizija avstro-ogrske kopenske vojske, ki je bila aktivna med prvo svetovno vojno.

## Poveljstvo
Poveljniki 
- Hugo Kuczera: maj 1915 - april 1916
- Marcel Ławrowski von Plöcken: april 1916 - december 1917
- Johann Fernengel: december 1917 - maj 1918